# Norte da Baía
Norte da Baía es una localidad caboverdiana del municipio de São Vicente.

## Geografía
La localidad está situada en la isla de São Vicente.

## Organización territorial
La localidad abarca los barrios de:
- Bairro 1
- Bairro 2